# Paris (film, 1998)
Pour les articles homonymes, voir Paris (film).
Pour plus de détails, voir Fiche technique et Distribution.
Paris est un  documentaire français de Raymond Depardon sorti en 1998.

## Synopsis

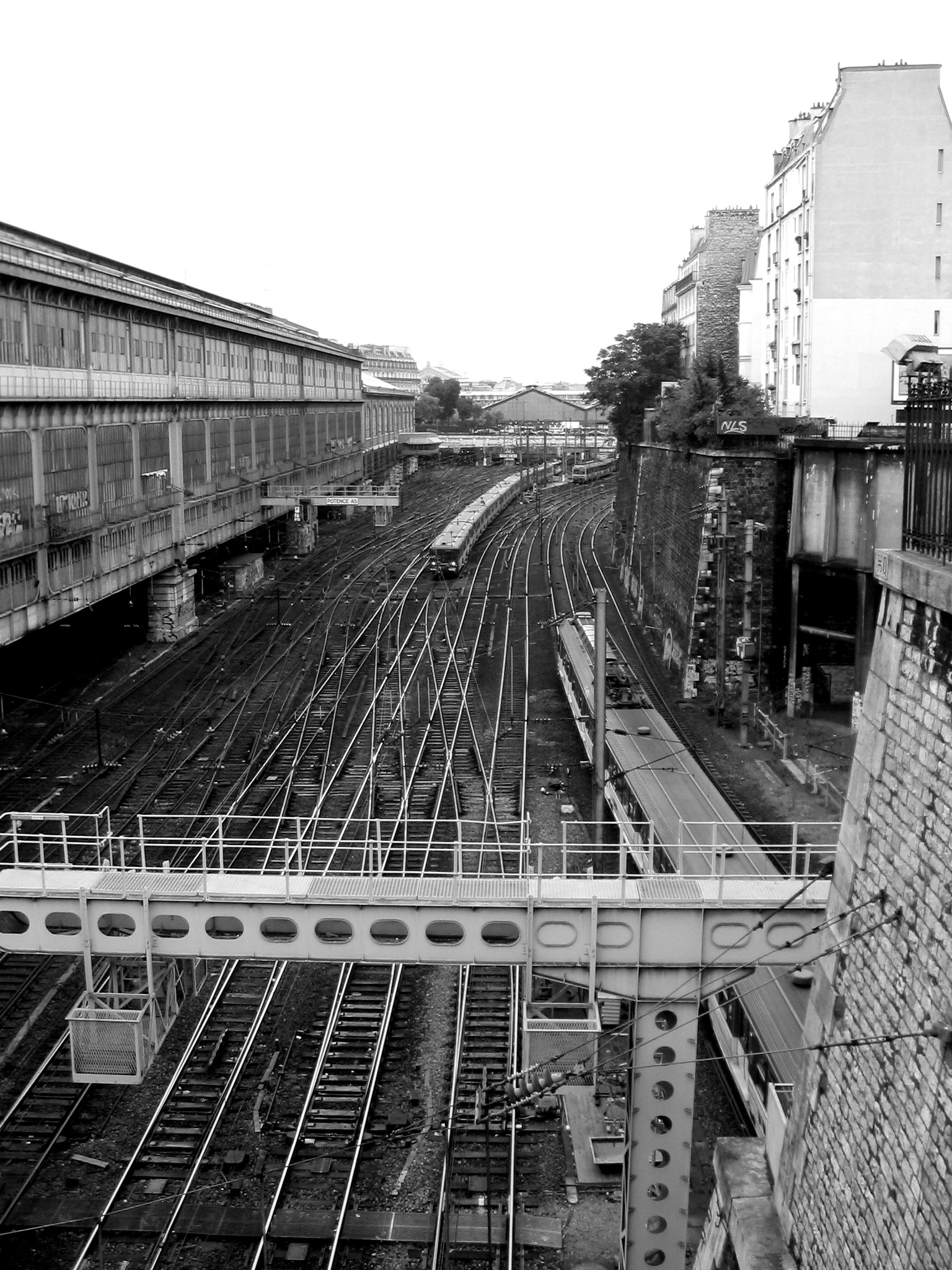
Les voies vers la gare Saint-Lazare, l'un des principaux lieux de tournage du film

Un cinéaste prépare son prochain film, il cherche l'actrice qui jouera le rôle principal. Il engage une directrice de casting et part à la recherche de son héroïne dans les rues de Paris. Le réalisateur doute de son projet, de lui-même, des gens qu'il rencontre.
Le film est tourné en noir et blanc, Depardon tourne les pavés mouillés des rues de Paris, les reflets et les jeux de miroirs dans les gares et les bistrots. Le contraste accentue les sentiments d'incertitude des personnages qui se cherchent.
Jeunes comédiennes ou passagères de la gare Saint-Lazare, ces portraits de femme témoignent de l'attachement de Depardon à ceux qu'il filme. Le cinéaste conclut par cette phrase : « J'aime la solitude mais je n'aime pas être seul ».

## Fiche technique
- Réalisation : Raymond Depardon, assisté de Sylvie Peyre
- Scénariste : Raymond Depardon
- Photographie : Raymond Depardon
- Musique : Faton Cahen
- Montage : Roger Ikhlef
- Productrice : Pascale Dauman
- Producteur exécutif : Baudoin Capet
- Production	Centre National de la Cinématographie (C.N.C.)
- Production	Double D Copyright Films
- Production	Studiocanal
- Production	WestDeutscher Rundfunk (W.D.R.)
- Distributeur France (Sortie en salle)	Connaissance du Cinéma
- Pays :  France[2]
- Genre : documentaire
- Durée : 97 minutes
- Date de sortie : 
  -  France - 7 janvier 1998

## Distribution
- Luc Delahaye: le cinéaste
- Sylvie Peyre : la directrice de casting
- Émilie Lafarge
- Barbara Jung
- Metilde Weyergans
- Sandy Boizard
- Paola Comis